# 佐藤元 (アニメーター)
佐藤 元（さとう げん、1960年1月1日 - ）は、日本のアニメーター、漫画家、メカニックデザイナー。東京都出身。
漫画を描く際にはさとうげん、松本美奈、まつもとみな、石神白夜、ねこだすなどの名義を使用している。

## 経歴・人物
学生時代、東映動画（後の東映アニメーション）で見学者案内のアルバイトを経てアニメーターとなる。学校卒業後、大手コンピューター会社のプログラマーを務めるが、数ヶ月で退職。アニメーターに復帰し、フリー経て葦プロダクション、サンライズ、九月社とスタジオを点々とした後、サンライズの友人とスタジオを設立し、その後独立。1991年に友人と有限会社夢屋を設立。アニメーターを再び引退し、漫画家として活動していたが、仕事のストレスから健康を害し、『おジャ魔女どれみドッカ〜ン!』（2002年）で再びアニメ業界へ復帰。以後はフリーアニメーター兼漫画家として活動。
まだプロの講師が少なかった1986年から専門学校の講師も務め、多くのプロ作家も講師へと導く。その中の一人、友人帯ひろ志の紹介で中央美術学院アニメコース講師を一時期手伝うが、学院の都合で正規に講義をやる事はなかった。現在は、大阪芸大グループにて、客員教授として講義をしている。
一時期、漫画家のあろひろし、サトウ・ユウ、矢野健太郎らと仲が良く、この4人にゲスト2名を加えた6名で『4Spiritsプラス2』というアンソロジー集を作った。
特撮制作者に同名の人物がいるが、別人である（ただし交遊関係はある）と、自身のブログ「心の元点」2008年5月22日付「特撮関係の佐藤元さん」で表明している。証拠としてこの同名特撮制作者と雑誌企画で対談を行ったこと（このときは「さとうげん」名義）を明かしたほか、他の同名別人として日本酒蔵元・気象予報士・サンリオ録音監督・魚イラストレーター・科学警察研究所の毛髪鑑定士（以上、佐藤元）・アニメ『ルパン三世 燃えよ斬鉄剣』のメカニックデザイナー（さとうげん）をあげている。

## 主な作品

### アニメ
- くじらのホセフィーナ（作画）
- ゼンダマン（原動画）
- ずっこけナイトドンデラマンチャ（作画）
- フウムーン（設定デザイン補[6]）
- 科学忍者隊ガッチャマンII（原画）
- 機動戦士ガンダム（劇場版）（原画）
- 銀河鉄道999（原画）
- クラッシャージョウ（劇場版）（原画）
- 巨神ゴーグ（メカニックデザイン、原画）
- ダーティペア（原画）
- 宇宙戦士バルディオス（メカニックデザイン、原画、コンテ）
- 戦国魔神ゴーショーグン（ゲストメカデザイン）
  - 主役メカのゴーショーグン他、主人公側のメインメカも佐藤のデザイン。これはメディアワークス発行のスーパーロボット大戦関連のムック[要文献特定詳細情報]に寄稿したイラストエッセイで佐藤自身が明らかにしている。
- 機動戦士SDガンダム(OVA)（監督・キャラクターデザイン）
- ママは小学4年生（デザイン担当「夢屋」として協力）
- おジャ魔女どれみドッカ〜ン!（原画）
- 明日のナージャ（原画）
- ふたりはプリキュア（原画）
- おジャ魔女どれみナ・イ・ショ（原画）
- ふたりはプリキュア Max Heart（原画）
- ふしぎ星の☆ふたご姫（原画）
- ガイキング LEGEND OF DAIKU-MARYU（原画・サブメカニックデザイン）
- 出ましたっ!パワパフガールズZ（原画・メカニックデザイン）
- 祝!(ハピ☆ラキ)ビックリマン（原画・メカニックデザイン）
- ゲゲゲの鬼太郎（原画）
- 怪談レストラン（原画）
- ポケットモンスター ダイヤモンド&パール（原画）
- デジモンクロスウォーズ（原画）
- ポケットモンスター ベストウイッシュ（原画）
- 劇場版3D あたしンち 情熱のちょ〜超能力♪ 母大暴走!（原画）
- 劇場版 魔法先生ネギま! ANIME FINAL（原画）
- 君のいる町（原画）
- ポケットモンスター XY（原画）
- 暴れん坊力士!!松太郎（作画監督・原画）
- カードファイト!! ヴァンガードG（原画）
- ワールドトリガー（作画監督・原画）
- ハピネスチャージプリキュア!（原画）
- Go!プリンセスプリキュア（原画）
- アニメで分かる心療内科（作画監督・原画）
- ハロー!!きんいろモザイク（原画）
- アルスラーン戦記（原画）
- 金田一少年の事件簿R（原画）
- デジモンアドベンチャー tri.（原画）
- 新あたしンち（絵コンテ・作画監督・作画）
- おそ松さん（原画）
- エンドライド（原画）
- インド版 忍者ハットリくん（絵コンテ）
- 双星の陰陽師（作画監督）
- 笑ゥせぇるすまんNEW（作画監督・原画）
- アリスと蔵六（作画監督）
- ひとりじめマイヒーロー（作画監督）
- 刻刻（原画）
- カードファイト!! ヴァンガード（作画監督・原画）
- たとえばラストダンジョン前の村の少年が序盤の街で暮らすような物語（作画監督）
- ゾンビランドサガ リベンジ（作画監督・原画）
- トロピカル〜ジュ!プリキュア（原画）

### 漫画
- Qロボゴーグ（『デュアルマガジン』連載）
- おやすみ!わたしのサイボーイ
- あいどる探偵 ヒロシにおまかせ!!
- 日ペンの美子ちゃん（3代目）- 「まつもとみな」名義
- ロボロボカンパニー
- ファミコン必笑ど〜じょ〜
- 爆笑戦士! SDガンダム
- スーパーマリオ4コマ大行進[7]
- みなさ～ん!ボンバーマンですヨ!!
- ファミコン探偵団
- チョコボの不思議な冒険（コミカライズ）
- FROM 0(零)（『月刊コミックコンプ』）
- 魂火
- もしも願いがかなうなら…
- ビンパツ一番

### その他
- チビキャラの描き方 人物編
- チビキャラの描き方 動物編
- コンピュータゲームソフト
  - 水晶の龍（原画 / ファミリーコンピュータ ディスクシステム） - スクウェア
  - たいむゾーン（キャラクターデザイン / ファミリーコンピュータ） - シグマ商事
  - さとうげんの燃えよブタマン（キャラクターデザイン / ファミリーコンピュータ） - シグマ商事(開発中止)
  - ペインターモモピー（パッケージイラスト / ゲームボーイ） - シグマ商事
  - ポケットバトル（キャラクターデザイン / ゲームボーイ） - シグマ商事
  - ドカポン外伝 〜炎のオーディション〜（キャラクターデザイン / スーパーファミコン） - アスミック
  - SIMPLE1500シリーズ Vol.101 THE 銭湯（キャラクターデザイン / プレイステーション） - マックスエンターテイメント
    - 自身がデザインした水晶の龍の登場人物のパロディで「深志谷（しんしや）」、「湯人（ゆーじん）」が登場する。前者は全国野球拳選手権の優勝者という設定で、じゃんけん勝負をするミニゲームもあるが脱衣要素がある訳ではない。後者は隠しキャラで、水晶の龍のイベントシーンと同じポーズを取っている。なお、本作は2010年8月25日にゲームアーカイブスで配信されている。[8]

  - SIMPLE2960ともだちシリーズ Vol.1 THE テーブルゲームコレクション（キャラクターデザイン） - D3パブリッシャー
- テクノポリス - マスコットキャラをデザインしている。弟分の雑誌の『MSX・FAN』などにも広告マンガを連載。
- クイズ赤恥青恥（街の回答者として登場。テロップの職業は漫画家）
- バッファローのハードの取扱説明書のカットを描いている。
- こみっく☆さ〜ふぃん 電脳世界のクリエイターたち
- 特撮雑誌『宇宙船』1984年冬号（Vol.17）にて特撮についてのイラストコラムを描いた。